# タイパ競馬場
タイパ競馬場（タイパけいばじょう、繁体字中国語: 氹仔馬場）は、マカオのタイパ島にあったマカオジョッキークラブの競馬場である。
2024年4月1日付けでマカオジョッキークラブとマカオ特別行政区政府との競馬運営権契約が解除され、閉場した。

## 歴史
タイパ競馬場は、第二次世界大戦（太平洋戦争）で廃絶したマカオにおける競馬の開催権を獲得したマカオ・トロッティングクラブによって1980年に開設され、当初は1周2210mの繋駕速歩競走（ハーネス競馬）の競馬場だった。
経営不振でハーネス競馬が中断した後、マカオジョッキークラブが経営を引き継いでサラブレッドの平地競走に転換し、1989年9月10日に最初の競走が行われた。1990年/1991年シーズンに芝コースと夜間照明施設が整備された。
2024年1月15日、マカオジョッキークラブの経営難により政府との競馬運営権契約が同年4月1日付けで解除され、競馬の開催が停止されることがマカオ政府から発表され、3月30日に最後の競走が開催された。
契約解除後もしばらくは一部のスタッフが残って在厩していた競走馬の世話を続けるが、2025年3月31日までに海外移送が行われ、競馬場の用地と関連施設はマカオ政府に無償で引き渡される。

## コース
右回り。外側が1周1600mの芝コース（直線370m）、内側が1周1400mのダート（砂）コース（直線320m）になっていた。
フルゲートは芝・ダートともに12頭。

## 設備
グランドスタンド（大看台樓）は4階建てで収容人数1万5000人。ただし、2020年代には入場者数減少のため、1フロアのみオープンしていて入場料も無料となっており、上層階のレストランも閉鎖されていた。
厩舎は14棟あり、1183頭の現役競走馬を収容できた。また、別に60頭分の検疫馬房、28頭分の休養馬房、その他引退馬や乗馬訓練学校の馬を収容する馬房があった。休養馬のための休養区も場内に設けられていた。このほか、競走馬診療所や馬用プールも整備されていた。

## アクセス
- バス
  - 新福利（TRANSMAC）15、26、33、34、MT4号線
  - 澳巴（TCM）11、28A、30、35、36、MT1、22号線
    - 賽馬會-2（Jockey Club-2）バス停下車[15]
- マカオLRT（澳門輕軌）
  - タイパ線（氹仔線 / Taipa Line）
    - 馬会駅（馬會站 / Jockey Club Station）下車[16]
- アウター・ハーバー・フェリーターミナル（香港-マカオ航路）
  - タクシーで10分[1]
  - 無料シャトルバスで15〜20分[15]